# Budka Suflera
Budka Suflera este o trupă de muzică rock poloneză formată în Lublin, în 1974, de către Krzysztof Cugowski și Romuald Lipko.

## Discografie

### Albume de studio
- 1975 Cień wielkiej góry
- 1976 Przechodniem byłem między wami
- 1979 Na brzegu światła
- 1980 Ona przyszła prosto z chmur
- 1982 Za ostatni grosz
- 1984 Czas czekania, czas olśnienia
- 1986 Giganci tańczą
- 1988 Ratujmy co się da!!
- 1993 Cisza (album Budki Suflera)|Cisza

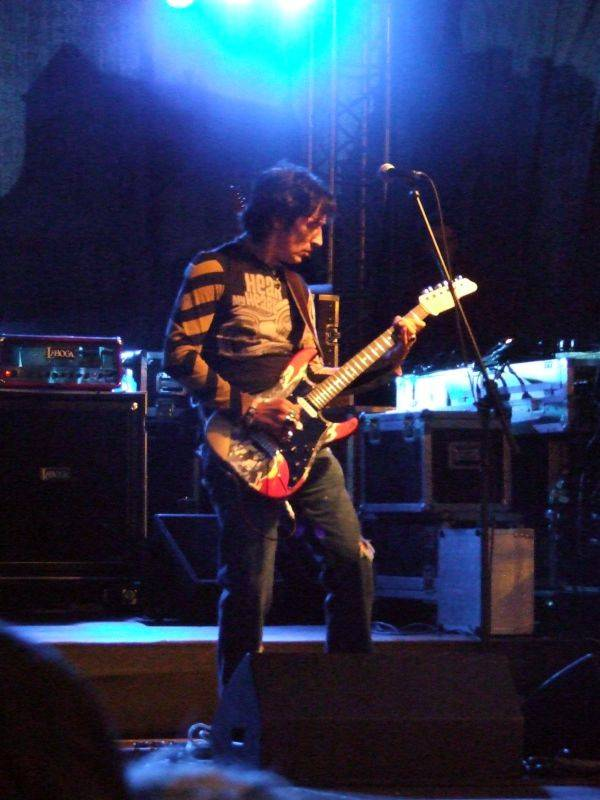
Jan Borysewicz (2006)

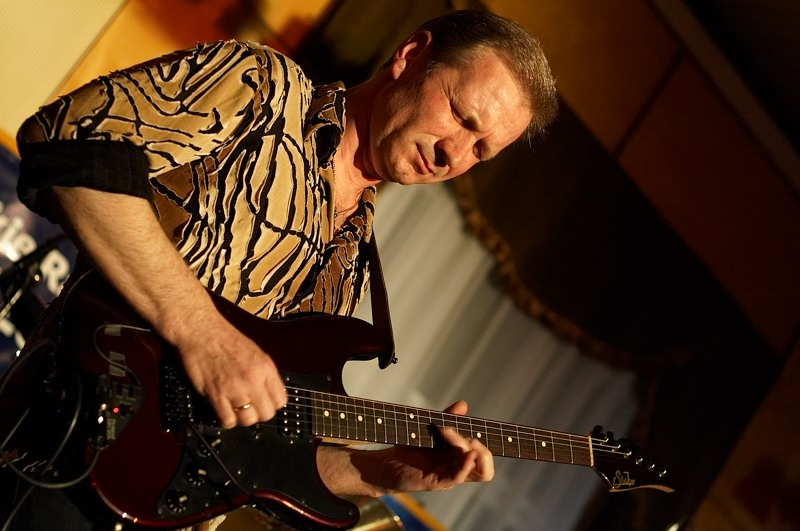
Marek Raduli (2007)

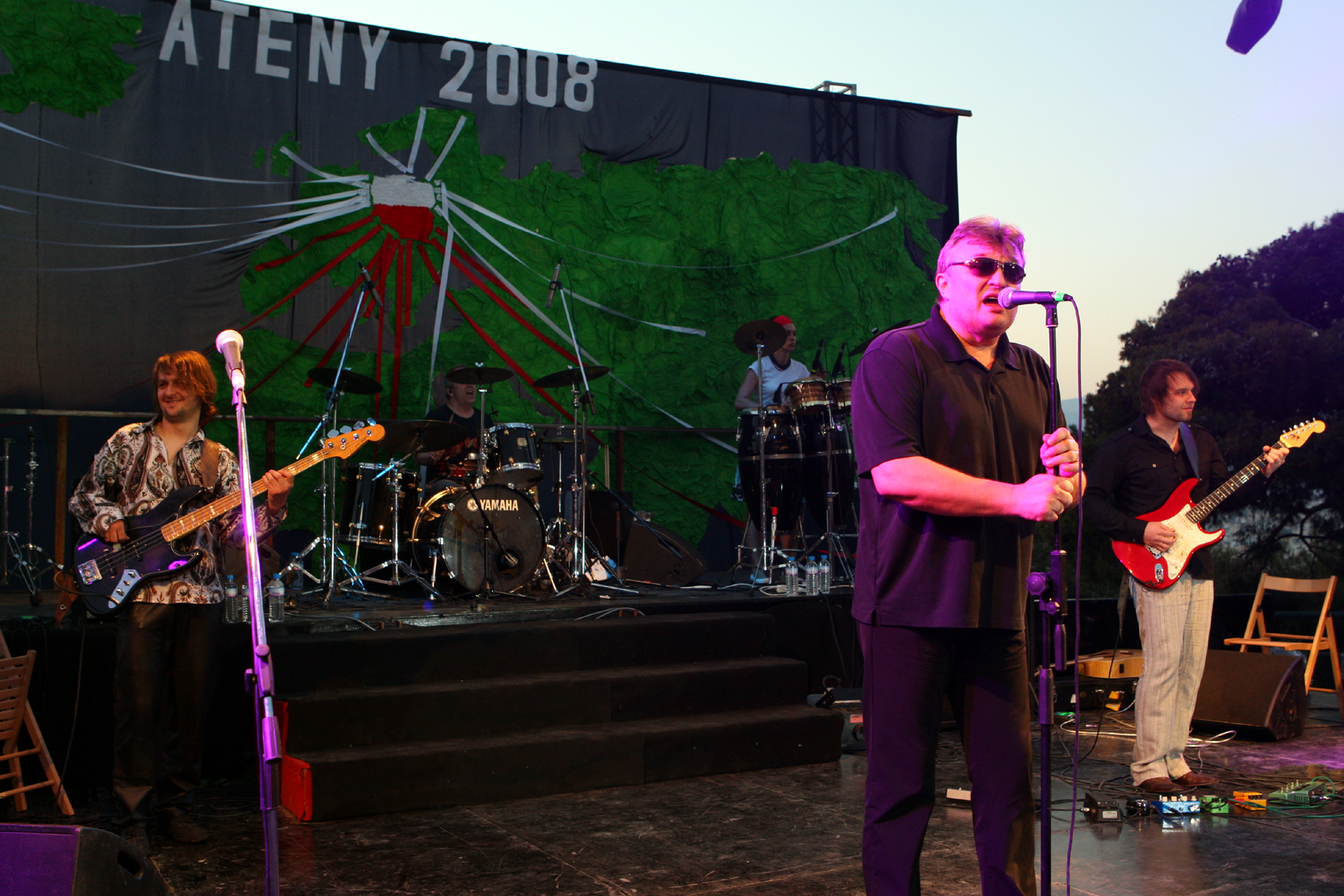
Concert în Atena (2008)

- 1995 Noc (album)|Noc
- 1997 Nic nie boli, tak jak życie
- 2000 Bal wszystkich świętych
- 2002 Mokre oczy
- 2004 Jest
- 2009 Zawsze czegoś brak
- 2020 10 lat samotności
- 2023 Skaza

### Single-uri
| An   | Titlu                         | Poziția în listă           |
| An   | Titlu                         | The Radio Three Chart, LP3 |
| ---- | ----------------------------- | -------------------------- |
| 1982 | Teraz rób co chcesz           | 9                          |
| 1982 | Bez satysfakcji               | 9                          |
| 1982 | Kto zrobił mi ten żart        | 13                         |
| 1982 | Jolka, Jolka pamiętasz        | 1                          |
| 1983 | Noc komety                    | 5                          |
| 1983 | Czas ołowiu                   | 12                         |
| 1983 | Sen o dolinie                 | 14                         |
| 1984 | Wyspy bez nazw                | 12                         |
| 1984 | Czas czekania, czas olśnienia | 22                         |
| 1984 | Woskowe dusze                 | 21                         |
| 1984 | Cały mój zgiełk               | 1                          |
| 1985 | Ostatnie ogłoszenie           | 35                         |
| 1985 | Moja Alabama                  | 10                         |
| 1985 | Giganci tańczą                | 8                          |
| 1985 | Kwadratura koła               | 26                         |
| 1987 | Ratujmy, co się da            | 7                          |
| 1988 | Czas wielkiej wody            | 23                         |
| 1988 | Jestem stąd                   | 14                         |
| 1988 | Dzień Robinsona               | 36                         |
| 1992 | Twoje radio                   | 18                         |
| 1993 | Cisza jak ta                  | 8                          |
| 1993 | Młode lwy                     | 34                         |
| 1994 | Krajobraz po rewolucji        | 14                         |
| 1995 | Noc                           | 14                         |
| 1995 | Fraszka dla Staszka           | 19                         |
| 1996 | Chodź                         | 36                         |
| 1996 | Sur Le Point D’Avignon        | 27                         |
| 1997 | Jeden raz                     | 22                         |
| 1997 | Takie tango                   | 1                          |
| 1997 | Strefa półcienia              | 10                         |
| 1998 | Nowa wieża Babel              | 10                         |
| 1998 | Martwe morze                  | 14                         |
| 1998 | Memu miastu na do widzenia    | 45                         |
| 1999 | V bieg                        | 15                         |
| 2000 | Świat od zaraz                | 31                         |
| 2000 | Bal wszystkich świętych       | 4                          |
| 2000 | Requiem nad ranem             | 48                         |
| 2001 | Błękitna arka                 | 30                         |